# Prestwold
Prestwold – wieś i civil parish w Anglii, w Leicestershire, w dystrykcie Charnwood. W 2001 civil parish liczyła 70 mieszkańców. Prestwold jest wspomniana w Domesday Book (1086) jako Prestewalde/Prestewolde.